# تودار (مقاطعة دلفان)
تودار (بالفارسية: تودار) هي قرية تقع في قسم كاكاوند الغربي الريفي (مقاطعة دلفان) في إيران. يقدر عدد سكانها بـ 22 نسمة .